# Katastrofa lotu Iran Aseman Airlines 6895
Katastrofa lotu Iran Aseman Airlines 6895 – wypadek odrzutowego samolotu pasażerskiego Boeing 737-219 kirgiskiej linii lotniczej Itek Air (nr rejestracji EX-009), obsługującej lot czarterowy dla irańskiej linii lotniczej Iran Aseman Airlines, rejs nr 6875, który miał miejsce 24 sierpnia 2008 w okolicach międzynarodowego portu lotniczego Manas w Biszkeku w Kirgistanie, portu odlotu. Po starcie i odkryciu awarii, piloci zgłosili zamiar powrotu. Ostatecznie samolot runął na ziemię ok. 2 km od progu pasa startowego. 

## Samolot
Boeing 737-219, który się rozbił, został wyprodukowany 16 czerwca 1980 roku. 1 lipca tego samego roku wykonał swój pierwszy lot dla linii Air New Zealand. W 1995 roku, maszynę kupiły linie Copa Airlines z Panamy. W 2003 roku samolot trafił do linii Phoenix Aviation, a w 2005 do AVE.com. Linie Itek Air nabyły feralnego Boeinga w kwietniu 2006 roku.

## Lot
Wszystkie omówione poniżej kwestie zdarzenia pozostają niepewne w związku z tym, że śledztwo nie zostało jeszcze (maj 2009) oficjalnie zamknięte.
Rejs nr 6895 w stronę Międzynarodowego Portu Lotniczego Imama Chomeiniego w Teheranie wystartował z pasa 08 Międzynarodowego Portu Lotniczego Manas w Biszkeku tuż po godzinie 20.30 czasu lokalnego. Na pokładzie znajdowało się  83 pasażerów i siedmiu członków załogi. 
Po starcie, załoga otrzymała zezwolenie wznoszenia korytarzem powietrznym w stronę radiolatarni RENAT, na kierunku 240 stopni. Aby ustawić się na tym kierunku, piloci zaraz po starcie wykonali skręt w lewo.
O godzinie 20:36.40, kiedy samolot przecinał poziom 3000 metrów (prawie 10 000 stóp), w kokpicie najprawdopodobniej zabrzmiał alarm informujący o rozhermetyzowaniu się kadłuba.
Zaniepokojona załoga postanowiła awaryjnie zawrócić na lotnisko w Biszkeku. Po chwili piloci zgłosili zamiar lądowania na pasie 08 "z widocznością" (w trybie VFR). Kiedy kontrola zezwoliła na awaryjne zniżanie, załoga rozpoczęła skręt w prawą stronę, by o 20:41.40 uchwycić kontakt wzrokowy z pasem 08 (co zgłosili wieży kontroli lotów lotniska).
O godzinie 20:42.30, samolot znajdował się w odległości dwunastu kilometrów od progu pasa, poruszając się z prędkością 460 km/h, 400 metrów nad ziemią. Przez następne siedem kilometrów, załoga zwolniła prędkość maszyny do 340 km/h. 
Samolot nie został jednak właściwie skonfigurowany przed lądowaniem. Piloci zgłosili chęć przejścia na okrążenie nad lotniskiem, ze skrętem w lewo, by uzyskać minuty potrzebne na przygotowanie odrzutowca do przyziemienia. Otrzymali zgodę.

## Katastrofa
W trakcie mocnego zakrętu w lewo, z trzydziestostopniowym przechyłem i dalszą utratą prędkości do 290 km/h, samolot uderzył w ziemię, w odległości 7,5 kilometra od pasa i spłonął.
Do katastrofy doszło nieopodal wioski Dżangi-Dżer.

## Ofiary katastrofy
W wyniku tej katastrofy zginęło 10 z 17 zawodników młodzieżowej reprezentacji Kirgistanu w koszykówce mężczyzn podróżujących tym lotem.
| Kraj       | Pasażerowie | Załoga | Razem | Ofiary śmiertelne | Ocaleni |
| ---------- | ----------- | ------ | ----- | ----------------- | ------- |
| Iran       | 52          | 1      | 53    | 43                | 10      |
| Kirgistan  | 24          | 6      | 30    | 19                | 11      |
| Kazachstan | 3           | -      | 3     | 3                 | -       |
| Kanada     | 2           | -      | 2     | 1                 | 1       |
| Chiny      | 1           | -      | 1     | 1                 | -       |
| Turcja     | 1           | -      | 1     | 1                 | -       |
| Razem      | 83          | 7      | 90    | 68                | 22      |

## Itek Air
Linie lotnicze Itek Air, podobnie jak inne linie lotnicze z Kirgistanu, znajdują się na czarnej liście Unii Europejskiej, przez co ich maszyny nie mogą lądować na lotniskach krajów członkowskich. Przyczyną wpisania Itak Air na tę listę był zły stan techniczny należących do linii samolotów.